# Tanner Laczynski
Tanner Laczynski, född 1 juni 1997, är en amerikansk professionell ishockeyforward som är kontrakterad till Philadelphia Flyers i National Hockey League (NHL) och spelar för Lehigh Valley Phantoms i American Hockey League (AHL). Han har tidigare spelat för Ohio State Buckeyes i National Collegiate Athletic Association (NCAA) och Chicago Steel och Lincoln Stars i United States Hockey League (USHL).
Laczynski draftades av Philadelphia Flyers i sjätte rundan i 2016 års draft som 169:e spelare totalt.

## Statistik
| Källa: Utv = Utvisningsminuter Uppdaterad: 2021-04-04 | Källa: Utv = Utvisningsminuter Uppdaterad: 2021-04-04 | Källa: Utv = Utvisningsminuter Uppdaterad: 2021-04-04 |                                                | Grundserie                                     | Grundserie                                     | Grundserie                                     | Grundserie                                     | Grundserie                                     |                                                | Slutspel                                       | Slutspel                                       | Slutspel                                       | Slutspel                                       | Slutspel                                       |
| Säsong                                                | Lag                                                   | Liga                                                  | Matcher                                        | Mål                                            | Assists                                        | Poäng                                          | Utv                                            | Matcher                                        | Mål                                            | Assists                                        | Poäng                                          | Utv                                            |                                                |                                                |
| ----------------------------------------------------- | ----------------------------------------------------- | ----------------------------------------------------- | ---------------------------------------------- | ---------------------------------------------- | ---------------------------------------------- | ---------------------------------------------- | ---------------------------------------------- | ---------------------------------------------- | ---------------------------------------------- | ---------------------------------------------- | ---------------------------------------------- | ---------------------------------------------- | ---------------------------------------------- | ---------------------------------------------- |
| 2010–2011                                             | Chicago Mission U13                                   | T1EHL                                                 | 31                                             | 17                                             | 36                                             | 53                                             | 12                                             | —                                              | —                                              | —                                              | —                                              | —                                              |                                                |                                                |
| 2011–2012                                             | Ingen tillgänglig information om denna säsong.        | Ingen tillgänglig information om denna säsong.        | Ingen tillgänglig information om denna säsong. | Ingen tillgänglig information om denna säsong. | Ingen tillgänglig information om denna säsong. | Ingen tillgänglig information om denna säsong. | Ingen tillgänglig information om denna säsong. | Ingen tillgänglig information om denna säsong. | Ingen tillgänglig information om denna säsong. | Ingen tillgänglig information om denna säsong. | Ingen tillgänglig information om denna säsong. | Ingen tillgänglig information om denna säsong. | Ingen tillgänglig information om denna säsong. | Ingen tillgänglig information om denna säsong. |
| 2012–2013                                             | Chicago Mission U16                                   | HPHL                                                  | 25                                             | 12                                             | 11                                             | 23                                             | 14                                             | —                                              | —                                              | —                                              | —                                              | —                                              |                                                |                                                |
| 2013–2014                                             | Chicago Mission U16                                   | HPHL                                                  | 25                                             | 20                                             | 18                                             | 38                                             | 18                                             | —                                              | —                                              | —                                              | —                                              | —                                              |                                                |                                                |
|                                                       | Chicago Mission U18                                   | HPHL                                                  | 3                                              | 0                                              | 6                                              | 6                                              | 0                                              | —                                              | —                                              | —                                              | —                                              | —                                              |                                                |                                                |
|                                                       | Chicago Steel                                         | USHL                                                  | 2                                              | 0                                              | 0                                              | 0                                              | 0                                              | —                                              | —                                              | —                                              | —                                              | —                                              |                                                |                                                |
| 2014–2015                                             | Chicago Steel                                         | USHL                                                  | 57                                             | 18                                             | 28                                             | 46                                             | 10                                             | —                                              | —                                              | —                                              | —                                              | —                                              |                                                |                                                |
| 2015–2016                                             | Chicago Steel                                         | USHL                                                  | 33                                             | 13                                             | 27                                             | 40                                             | 20                                             | —                                              | —                                              | —                                              | —                                              | —                                              |                                                |                                                |
|                                                       | Lincoln Stars                                         | USHL                                                  | 19                                             | 11                                             | 12                                             | 23                                             | 18                                             | 4                                              | 1                                              | 2                                              | 3                                              | 0                                              |                                                |                                                |
| 2016–2017                                             | Ohio State Buckeyes                                   | NCAA                                                  | 34                                             | 10                                             | 22                                             | 32                                             | 22                                             | —                                              | —                                              | —                                              | —                                              | —                                              |                                                |                                                |
| 2017–2018                                             | Ohio State Buckeyes                                   | NCAA                                                  | 41                                             | 17                                             | 30                                             | 47                                             | 12                                             | —                                              | —                                              | —                                              | —                                              | —                                              |                                                |                                                |
| 2018–2019                                             | Ohio State Buckeyes                                   | NCAA                                                  | 27                                             | 10                                             | 20                                             | 30                                             | 14                                             | —                                              | —                                              | —                                              | —                                              | —                                              |                                                |                                                |
| 2019–2020                                             | Ohio State Buckeyes                                   | NCAA                                                  | 36                                             | 11                                             | 23                                             | 34                                             | 22                                             | —                                              | —                                              | —                                              | —                                              | —                                              |                                                |                                                |
| 2020–2021                                             | Philadelphia Flyers                                   | NHL                                                   | 1                                              | 0                                              | 0                                              | 0                                              | 0                                              | —                                              | —                                              | —                                              | —                                              | —                                              |                                                |                                                |
|                                                       | Lehigh Valley Phantoms                                | AHL                                                   | 14                                             | 6                                              | 4                                              | 10                                             | 0                                              | —                                              | —                                              | —                                              | —                                              | —                                              |                                                |                                                |
| NHL totalt                                            | NHL totalt                                            | NHL totalt                                            | 1                                              | 0                                              | 0                                              | 0                                              | 0                                              | —                                              | —                                              | —                                              | —                                              | —                                              |                                                |                                                |
| NCAA totalt                                           | NCAA totalt                                           | NCAA totalt                                           | 138                                            | 48                                             | 95                                             | 143                                            | 70                                             | —                                              | —                                              | —                                              | —                                              | —                                              |                                                |                                                |
| USHL totalt                                           | USHL totalt                                           | USHL totalt                                           | 111                                            | 42                                             | 67                                             | 109                                            | 48                                             | 4                                              | 1                                              | 2                                              | 3                                              | 0                                              |                                                |                                                |

### Internationellt
| Källa: Uppdaterad: 2021-04-04 | Källa: Uppdaterad: 2021-04-04 | Källa: Uppdaterad: 2021-04-04 |         | Utv = Utvisningsminuter | Utv = Utvisningsminuter | Utv = Utvisningsminuter | Utv = Utvisningsminuter | Utv = Utvisningsminuter |
| År                            | Lag                           | Mästerskap                    | Matcher | Mål                     | Assists                 | Poäng                   | Utv                     |                         |
| ----------------------------- | ----------------------------- | ----------------------------- | ------- | ----------------------- | ----------------------- | ----------------------- | ----------------------- | ----------------------- |
| 2014                          | USA                           | Ivan Hlinka                   | 5       | 1                       | 1                       | 2                       | 2                       |                         |
| 2017                          | USA                           | JVM                           | 7       | 1                       | 1                       | 2                       | 2                       |                         |
| Junior totalt                 | Junior totalt                 | Junior totalt                 | 12      | 2                       | 2                       | 4                       | 4                       |                         |